# Ion Oarga

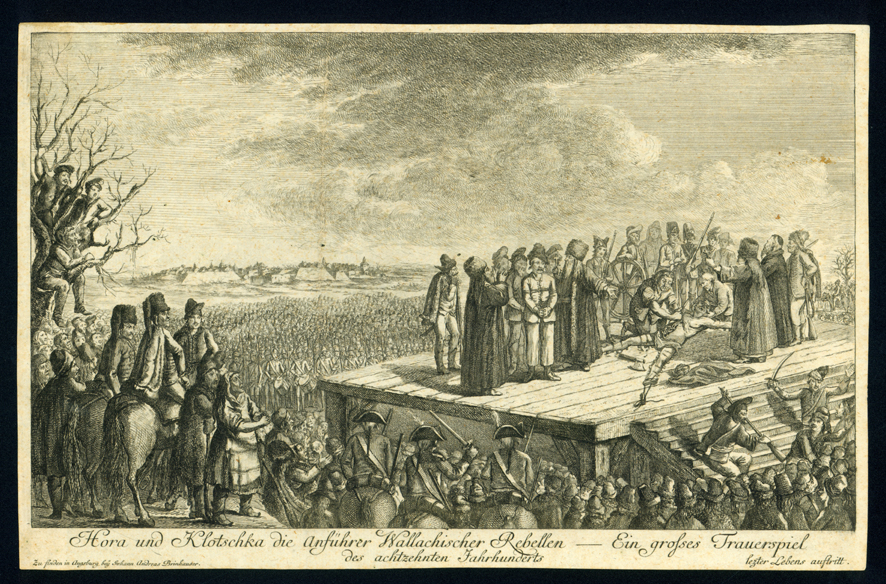
Ilustracja przedstawiająca egzekucja Cloșci i Horei.

Ion Oargă Cloșca (ur. w 1747 w Cărpiniș, zm. 28 lutego 1785 w Karlsburg) – jeden z trzech przywódców powstania chłopów w Siedmiogrodzie w latach 1784–1785.
Ion Oargă zwany Cloșca (rum. kwoka) urodził się w 1747 roku, w rodzinie chłopskiej, w Cărpiniș. W 1784 roku stanął na czele powstania chłopskiego w Siedmiogrodzie, podobnie jak Vasile Ursu Nicola (Horea) i Marcu Giurgiu (Crisan).
Po przegranej bitwie pod Mihăileni razem z Vasile Ursu Nicola schronił się w górach. W wyniku zdrady zostali jednak ujęci. Z rozkazu cesarza Józefa II najpierw, po zakuciu w łańcuchy, byli oprowadzani po drogach, a 28 lutego 1785 roku zostali straceni w czasie publicznej egzekucji przez łamanie kołem i ćwiartowanie.